# Saint-Martial-Viveyrol
Saint-Martial-Viveyrol là một xã, nằm ở tỉnh Dordogne vùng Aquitaine của Pháp. Xã này có diện tích 12,63 km², dân số năm 2005 là 230 người. Xã nằm ở khu vực có độ cao trung bình 112 m trên mực nước biển.

## Thông tin nhân khẩu
| Năm    | 1962 | 1968 | 1975 | 1982 | 1990 | 1999 | 2005 |
| ------ | ---- | ---- | ---- | ---- | ---- | ---- | ---- |
| Dân số | 339  | 318  | 264  | 271  | 267  | 235  | 230  |